# Ingolfiella macedonica
Ingolfiella macedonica is een vlokreeftensoort uit de familie van de Ingolfiellidae. De wetenschappelijke naam van de soort is voor het eerst geldig gepubliceerd in 1959 door S. Karaman.